# Я достану тебя, ублюдок
«Я достану тебя, ублюдок» (англ. I’m Gonna Git You Sucka) — американский комедийный боевик 1988 года, режиссёрский дебют Кинена Айвори Уэйанса. Фильм пародирует фильмы 70-х годов жанра блэксплотейшн. Главную роль в фильме исполнил сам режиссёр, а другие роли сыграли актёры блэксплотейшн-фильмов прошлого.

## Сюжет
На улицах чернокожего гетто продают очень много золотых цепей. Молодые чернокожие покупают эти цепи и надевают на себя. Некоторые навешивают на себя их столько, что потом просто умирают от передозировки золотыми цепями. Подобная история происходит и с Джунбагом. Несмотря на его смерть, местный гангстер Мистер Биг требует расплаты по его долгам от его матери. Поскольку у неё нет таких денег, бандиты склоняются к тому, чтобы похитить вдову Джунбага Шерил и превратить её в проститутку.
После десятилетнего пребывания в армии домой возвращается Джек Спейд, брат Джунбага. Он видит, что дела на районе идут плохо. На улицах теперь действительно стало много золотых цепей. Джек решает отомстить Мистеру Бигу. Первым делом Джек Спейд отправляется за помощью к Джону Слейду, который в прошлом был грозой преступности и народным героем района, но тот объясняет, что уже отошёл от дел. Джек подаётся к чёрным революционерам, но оказывается, что те уже давно нашли себе хорошую работу и революция их больше не интересует. В этом случае Джек принимает решение сражаться с бандитами в одиночку.
Мать Джека Спейда в прошлом встречалась с Джоном Слейдом. Она просит его остановить её сына, поскольку тот просто убьёт себя. Джон видит, что Джек настроен очень решительно, но также понимает, что тот не справится в одиночку. Джон решает тряхнуть стариной. Он проходится по району, собирая свою старую банду. Затем вместе с Джеком они громят клуб Мистера Бига. В свою очередь бандиты берут в плен Шерил. Джек и Джон со своей командой отправляются в офис Мистера Бига, чтобы окончательно разрушить его империю.

## В ролях
- Кинен Айвори Уэйанс — Джек Спейд
- Берни Кейси — Джон Слейд
- Джанет Дюбуа — Белль Браун-Спейд
- Айзек Хейз — Хэммер
- Джим Браун — Слэммер
- Антонио Фаргас — Флайгай
- Стив Джеймс — Джо Кунг-Фу
- Джон Вернон — Мистер Биг
- Донн Льюис — Шерил Спейд
- Кадим Хардисон — Вилли
- Дэймон Уэйанс — Леонард
- Ким Уэйанс — певица
- Крис Рок — клиент в закусочной
- Энн-Мари Джонсон — Черри
- Кларенс Уильямс III — Калинга
- Ив Пламб — жена Калинги
- Тони Кокс — Уэйн Эванс
- Хоторн Джеймс — Одноглазый Сэм
- Дэвид Алан Грир — репортёр
- Марлон Уэйанс — прохожий
- Шон Уэйанс — прохожий
- Джон Уизерспун — преподобный
- Гари Оуэнс — играет себя
- Лоренс Паркер — играет себя
- Деррик Джонс — играет себя

## Рецензии
На сайте Rotten Tomatoes рейтинг «свежести» фильма 64 % на основе 28 рецензий. На сайте Metacritic у фильма 48 баллов из 100 на основе мнения 13 критиков.
В целом рецензии на фильм были скорее благожелательными. C другой стороны фильм совершенно не понравился кинокритику Роджеру Эберту. По мнению Роджера, фильм совершенно несмешной, а «сатира в этом фильме не направлена на расистские клише и стереотипы — она наоборот подражает им».